# Милош Шумоња
Милош Шумоња (Тушиловић, код Карловца, 23. септембар 1918 — Београд, 22. март 2006) био је учесник Народноослободилачке борбе, генерал-пуковник ЈНА, амбасадор СФРЈ и народни херој Југославије. У периоду од 15. јуна 1967. до 5. јануара 1970. године обављао је функцију Начелника Генералштаба Југословенске народне армије.

## Биографија
Рођен је 23. септембра 1918. године у селу Тушиловићу, код Карловца. Основну школу је завршио у родном селу, а потом је отишао у Карловац, где је завршио четири разреда гимназије. Пошто је његов отац Драгомир био учитељ и он се одлучио за тај позив. Завршио је Учитељску школу у Карловцу и до 1941. године радио као учитељ у селу Славско Поље, код Вргинмоста. Војни рок је одслужио у Школи резервних пешадијских официра, коју је завршио 1. децембра 1939. године, када је унапређен у резервног пешадијског потпоручника. Са њим на обуци налазио се и Антон Вратуша.
После Априлског рата и окупације Краљевине Југославије, у којем учествује као официр у резерви Југословенске војске и командир вода, присуствује слому своје војске и државе те успостављања усташке Независне Државе Хрватске (НДХ). У априлу 1941. године на Кордуну су, као и у другим деловима НДХ, отпочела масовна убиства и прогони Срба. Милош се тада повезао са члановима Комунистичке партије Југославије (КПЈ) и учествовао у припреми оружаног устанка на Кордуну. Током новембра и децембра 1941. године, сарађивао је са борцима партизанских одреда северног дела Кордуна, а 9. јануара 1942. године је постао борац Првог кордунашког партизанског одреда. Убрзо по доласку у партизане, постављен је за официра у Штабу групе Кордунашких партизанских одреда, а половином марта 1942. године, је примљен у чланство Комунистичке партије Југославије.
Током Народноослободилачког рата, налазио се на дужностима — команданта Првог кордунашког партизанског одреда; политичког комесара и команданта Пете кордунашке бригаде; начелника Штаба, политичког комесара и команданта Осме кордунашке ударне дивизије и команданта Четвртог хрватског корпуса. Учествовао је у многим борбама, а посебно се истакао — 14. маја 1942. године у пробоју усташко-домобранског обруча на Петровој гори. Као командант Пете кордунашке бригаде, имао је заслуге за успешне борбе с јединицама немачке Седме СС дивизије „Принц Еуген”, на почетку Четврте непријатељске офанзиве — око Карловца, Вељуна, Раковице; а затим на Дреновачи, у нападу на Цазин и у нападу на четничке формације, 7. јануара 1943. године, у Личкој Јесеници. Истакао се и као командант Осме кордунашке дивизије, октобра 1943. године, у борбама с немачком 392. легионарском дивизијом у Плашчанској долини, у борбама на Банији, у Покупљу, на Жумберку, у нападу на усташко-домобранску посаду у Вукманићу, борби с Немцима код Примишља, у нападу на Цазин. Као командант Четвртог хрватског корпуса, 1945. године, је учествовао у борбама, код Ваганца и Бихаћа, и у уништењу 97. немачког корпуса код Илирске Бистрице.
Био је један од већника Земаљског антифашистичког већа народног ослобођења Хрватске (ЗАВНОХ), на његовом Другом заседању одржаном 12. до 15. октобра 1943. године у селу Плашком у Лици.

### Послератни период
После ослобођења Југославије, 1945. године, наставио је професионалну службу у Југословенској армији (ЈА) вршећи дужност начелника Оперативног одељења Команде Четврте армије ЈА. У периоду од 1945. до 1947. године се налазио на школовању на Војној академији „Фрунзе” у Совјетском Савезу. После повратка у Југославију, обављао је дужности — команданта Дванаесте армије Пете војне области, до 1948, потом до 1952. начелника одељења и Прве управе у Генералштабу ЈНА, и до 1953. начелника Треће управе Генералштаба ЈНА. Од 1953. до 1962. године налазио се на функцији начелника Кабинета Врховног команданта Оружаних снага СФРЈ маршала Јосипа Броза Тита, до 1967. команданта Сплитске армијске области, Начелника Генералштаба ЈНА, од 15. јуна 1967. до 5. јануара 1970. године, и заменика Савезног секретара за народну одбрану СФРЈ, Николе Љубичића. Активна војна служба му се завршила 1978. године.
Као начелник Кабинета Врховног команданта маршала Тита, био је у пратњи Председника Републике у време његове посете Енглеској, Грчкој, Турској, Индији, Бурми, Египту, Етиопији, Француској, Совјетском Савезу, Индонезији, Цејлону, Судану, Сирији, Мароку, Тунису, Гвинеји и другим земљама. После демобилисања из ЈНА, прешао је у дипломатску службу и био амбасадор СФРЈ у Холандији, од 1977. до 1981. године.
Био је члан Конференције Организације Савеза комуниста у ЈНА. Као први председник Савеза за клизање и хокеј на леду Југославије (СКХЛЈ), од 1950. до 1955. године знатно је допринео организовању тих спортова, стварању услова за њихову делатност и укључивању у међународна такмичења. Од 1955. до 1963. године био је председник Атлетског клуба „Партизан”, а једно време и председник Југословенског спортског друштва „Партизан”. Од 1972. године је био вишегодишњи председник Атлетског савеза Југославије (АСЈ).
Чин потпуковника добио је 1. новембра 1943, пуковника 1945, генерал-мајора је унапређен 16. децембра 1947, генерал-потпуковника 22. децембра 1955. и генерал-пуковника 22. децембра 1962. године.
Бавио се и војном публицистиком и објавио већи број радова на тему Народноослободилачког рата (НОР).
Преминуо је 22. марта 2006. године у Београду. Сахрањен је у Алеји народних хероја на Новом гробљу у Београду.
Носилац је Партизанске споменице 1941. и више других југословенских одликовања, међу којима су — Орден ратне заставе, Орден југословенске заставе са лентом, Орден партизанске звезде са златним венцем, Орден заслуга за народ са златном звездом, Орден народне армије са ловоровим венцем, Орден рада са црвеном заставом, Орден за војне заслуге са великом звездом, Орден партизанске звезде са сребрним венцем, Орден братства и јединства са сребрним венцем и Орден за храброст. Орденом народног хероја одликован је 23. јуна 1953. године.